# 青木貞治
青木 貞治（あおき さだはる）は、戦国時代の武将。徳川氏の家臣。

## 略歴
永禄11年（1568年）、徳川家康が今川氏真の領地である遠江国に侵攻し、松井宗恒の守る二俣城を奪った。当初は鵜殿氏長が城代として置かれていたが、甲斐武田氏から攻撃される危険性が高まると、中根正照が城主となり、貞治も松平康安と共に入城する。元亀3年（1572年）10月、二俣城は武田信玄に攻められ、貞治らは奮戦するが降伏・開城した（二俣城の戦い）。開城後、貞治は正照と共に浜松城に帰還した。
元亀3年12月22日（1573年1月25日）の三方ヶ原の戦いで討ち死にした。